# LOST PIECE VOL.1
『LOST PIECE Vol.1 -奇妙で不思議な寓話集-』（- きみょうでふしぎなぐうわしゅう）は、2007年発売のネットドラマ作品。
謎の媚瓶を手にした人々の不思議な体験を描いたオムニバス短編作品集であり、各作品はそれぞれパラレルワールド的な関係にある。

## 収録作品
- 「anniversary night」
- 「方向音痴の女」
- 「Tripper Michiko」
- 「ROOM」

## 出演者
- 蜂谷眞未
- 藤真美穂
- 玉城ちはる
- 井出栞
- 滝沢涼子
- 清水沙映
- 渡邉佳織

## スタッフ
- 監督：喜屋武靖

## その他
2007年2月23日にDVDソフト化され、株式会社アムモより発売されている。